# Kisielnica drobna

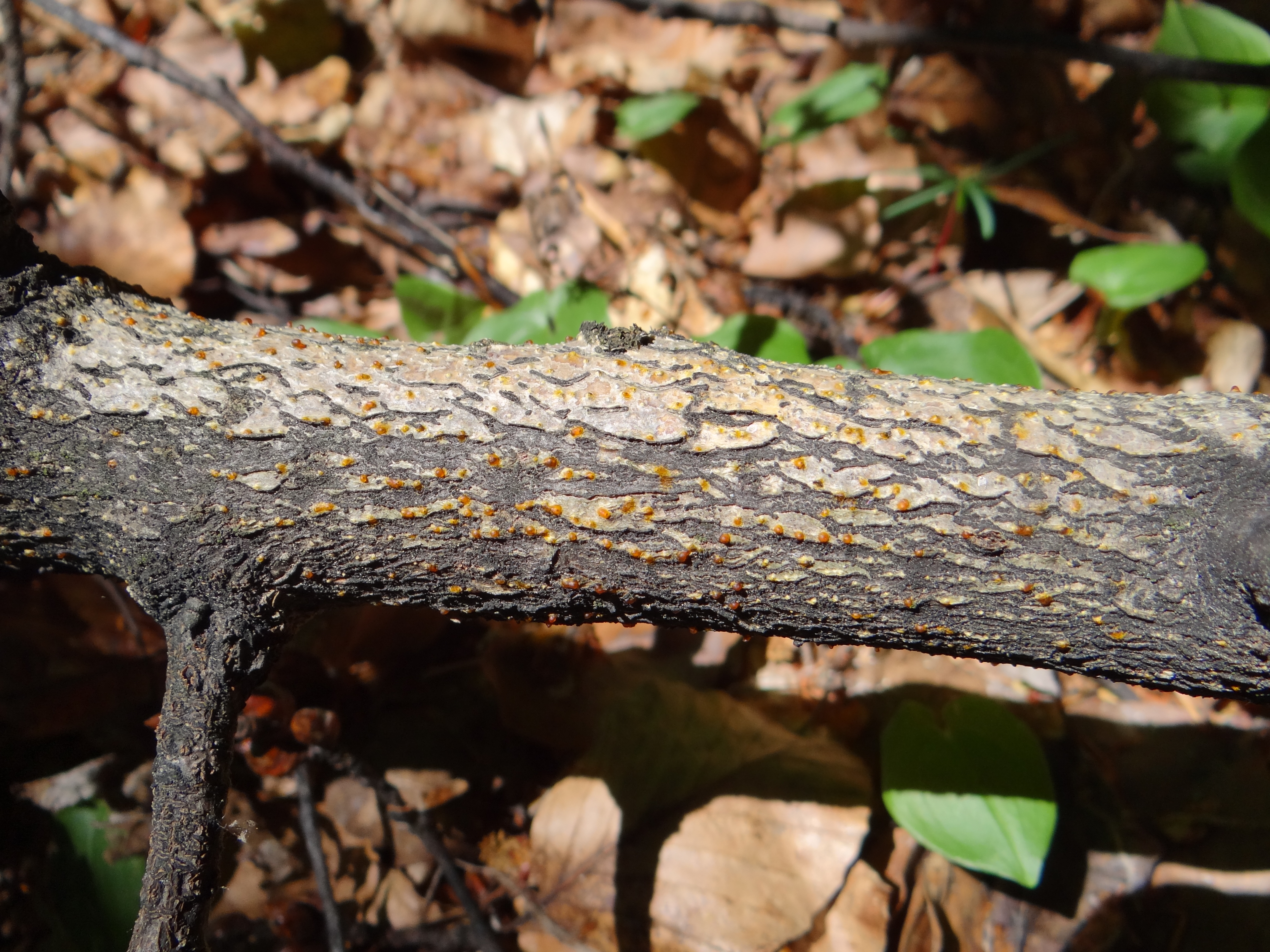

Kisielnica drobna (Exidia badioumbrina (Bres.) Neuhoff) – gatunek grzybów należący do rodziny uszakowatych (Auriculariaceae).

## Systematyka i nazewnictwo
Pozycja w klasyfikacji według Index Fungorum: Auriculariaceae, Auriculariales, Auriculariomycetidae, Agaricomycetes, Agaricomycotina, Basidiomycota, Fungi.
Po raz pierwszy opisał go w 1903 r. Giacomo Bresàdola, nadając mu nazwę Ulocolla badioumbrina (bazonim). W 1936 r. Walther Neuhoff przeniósł go do rodzaju Exidia. Władysław Wojewoda w 1977 r. nadał mu polską nazwę kisielec drobny, w 2003 r. zmienił ją na kisielnica drobna.

## Morfologia
Owocnik
Początkowo grudkowate lub soczewkowate, o średnicy 0,3–1,5 mm i grubości do 0,3 mm, później częściowo zlewające się, bursztynowe do jasnoochrowobrązowych lub czerwonobrązowych, galaretowate, lekko przezroczyste lub opalizujące.
Cechy mikroskopowe
System strzępkowy monomityczny. Strzępki przy podstawkach są cienkościenne, o szerokości 3–5 µm. Strzępki w subhymenium o szerokości około 1,5–3 µm są cienkościenne do nieco grubościennych, czasami poskręcane, gęsto pokryte małymi, żółtawymi inkrustacjami. Strzępki kontekstowe są podobne, splecione lub zmierzające w kierunku układu promienistego, zwykle nieco grubościenne, o szerokości 1,5–3,0 µm. Hyfidy niewyraźnie uformowane, pojawiające się jako proste lub słabo rozgałęzione końcówki częściowo moniliformnych strzępek subhymenialnych, otaczające podstawki, o szerokości 1–2,5 µm i tworzące warstwę o grubości do 25 µm.
Bazydiospory 13,7–14,5 × 4,2–4,8 µm, cienkościenne, cylindryczne do nieco wrzecionowatych z wyrostkiem wnęki do 1,5 × 1,2 µm. Podstawki elipsoidalne do jajowatych, 4-komórkowe, czasami skośnie septowane, bez wypustek, 10–15,4 × 7,2–10,7 µm, średnio 12,2 × 9,0 µm. Probazydia ścięto-stożkowate, ok. 11,2–17,7 × 5,0–9 µm. Sterygmy do 15 × 2 µm.

## Występowanie
Podano stanowiska tylko w niektórych krajach Europy. W Polsce gatunek rzadki. Do 2003 r. w piśmiennictwie naukowym podano tylko dwa stanowiska (w 1903 i 1979 r.) Na Czerwonej liście roślin i grzybów Polski ma status E – gatunek wymarły, ale w 2004 i 2020 r. podano nowe jego stanowiska. Znajduje się w rejestrze gatunków rzadkich i wartych objęcia ochroną.
Nadrzewny saprotrof. W Polsce notowana na martwym drewnie drzew olszy i wierzb.